# 南方鮈
南方鮈（学名：Gobio meridionalis）为輻鰭魚綱鲤形目鲤科鮈屬的鱼类。在中国，分布于黄河水系中游等。该物种的模式产地在河南灵宝。体长可达11.6公分。

## 扩展阅读
維基物種上的相關：南方鮈
- 黄河土著鱼类列表